# جولييان مونيوث
جولييان مونيوث (بالإسبانية: Julián Muñoz)‏ هو سياسي إسباني، ولد في 24 نوفمبر 1947 في إسبانيا. حزبياً، نشط في حزب العمال الاشتراكي الإسباني ( – 1991) وLiberal Independent Group ‏. وقد انتخب عمدة مربلة.